# Кенан Йълдъз
Кенан Йълдъз (на турски: Kenan Yıldız) е професионален футболист, който играе като нападател за клуба от Серия А Ювентус. Роден в Германия от баща турчин и майка германка, той играе за националния отбор на Турция. Известен със своята техника, стил на дрибъл и способности за отбелязване на голове, Йълдъз е широко смятан за един от най-добрите млади играчи в света.

## Клубна кариера

### Младежка кариера
Йълдъз е роден в Регенсбург, Бавария, и започва да играе футбол в младежките академии на Салерн Регенсбург и Ян Регенсбург. Той се присъединява към младежката академия на Байерн Мюнхен през 2012 г. на 7-годишна възраст и си проправя път нагоре в техните младежки формации, като често действа като капитан и в крайна сметка се превръща в опора на техния състав до 19 години. През последната си година с Байерн U19 през сезон 2021–22, Йълдъз допринася с шест гола и осем асистенции в 20 мача.
Договорът на Йълдъз с Байерн Мюнхен изтича през юли 2022 г. и клубът потвърждава, че не е успял да преподпише с Йълдъз. Барселона и Ювентус се състезават за неговото подписване, тъй като той става свободен агент. На 12 юли Ювентус потвърждава подписването с Йълдъз. През септември той е включен сред най-добрите 60 играчи, родени през 2005 г. от английския вестник The Guardian.
След като играе с U19s, на 16 декември, Йълдъз е повикан за първи път в Ювентус Некст Джен — резервния отбор на Ювентус — за мача срещу Виртус Верона, който трябва да се играе на следващия ден. В този мач той е сменен от треньора Масимо Брамбила в 61-та минута, за да направи своя професионален дебют; отборът губи с 3-0.

### 2023 – настояще: Пробив в първия отбор
Йълдъз дебютира в Серия А за Ювентус при победата с 3-0 като гост над Удинезе на 20 август 2023 г., влизайки като резерва през второто полувреме. Десет дни по-късно той удължава договора си с клуба до 2027 г. Йълдъз записва първия си мач като титуляр за първия отбор на Ювентус на 23 декември 2023 г., отбелязвайки първия гол при победата с 2:1 над Фрозиноне. Това го прави най-младият чуждестранен голмайстор на клуба в Серия А на възраст от 18 години и 233 дни. На 16 август 2024 г. той удължава договора си до 2029 г. и придобива фланелката с номер 10. На 17 септември той отбелязва първия гол на домакинския мач от Шампионската лига на УЕФА срещу ПСВ Айндховен с кърлинг шут; това е първият отбелязан гол във фазата на лигата на състезанието и го прави най-младият голмайстор за отбора в Шампионската лига, изпреварвайки легендата на клуба Алесандро дел Пиеро. На 27 октомври той влиза в игра в 60-ата минута, когато Ювентус изостава с 4–2 срещу Интер Милано в Derby d'Italia и вкарва два гола, за да направи резултата 4–4 и спечелва наградата Играч на мача.

## Международна кариера
Йълдъз е роден в Германия от баща турчин и майка германка. Той е младежки национал на Турция, като е представлявал отбора до 17 години. На 27 септември 2022 г. Йълдъз прави своя дебют за Турция до 21 години, като играе 28 минути срещу Грузия.
През октомври 2023 г. той получава първата си повиквателна за мъжкия национален отбор на Турция за два квалификационни мача за Евро 2024 срещу Хърватия и Латвия. На 12 октомври Йълдъз прави своя пълен международен дебют като резерва в 86-ата минута при победата с 1-0 над Хърватия.
Той отбелязва първия си международен гол на 18 ноември 2023 г. в приятелски мач с победа с 3-2 над Германия, страната на майка му и родината му, в Берлин. На 7 юни 2024 г. той е избран в състава от 26 човека за Евро 2024 на УЕФА.

## Стил на игра
Йълдъз е модерен полузащитник, известен със силните си подавания и удари извън наказателното поле. Той е известен с отличната си техника. Неговата най-естествена роля е като плеймейкър и той е известен с тази силна рамка. Освен като полузащитник, той може да играе и като крило.

## Личен живот
Йълдъз е дългогодишен фен на Фенербахче от детството си.[източник? (Поискан преди 88 дни)]

## Успехи
Байерн Мюнхен
- Бундеслига до 17 години: 2017

Ювентус
- Копа Италия: 2023/24